# Ronald Cuéllar
Ronald Cuéllar Ortíz (Santa Cruz de la Sierra, 9 de junio de 1997) es un futbolista boliviano. Juega como extremo izquierdo en Totora Real Oruro de la Primera División de Bolivia.

## Trayectoria

### Nacional Potosí
Cuéllar debutó en la máxima categoría del fútbol boliviano el 23 de marzo de 2019, en un partido frente a Jorge Wilstermann, ingresando en el minuto 68 en reemplazo de Rodolfo Padilla.
Con la llegada de Sebastián Núñez volvió a tener rodaje en la temporada 2020. El 3 de diciembre de 2020 anotó su primer gol ante Oriente Petrolero.
El 13 de marzo de 2021 marca un doblete en la fecha 2 ante Jorge Wilstermann en la victoria por 2 a 1 en el Félix Capriles.
El 8 de abril de ese año, convirtió un gol en la fase preliminar de la Copa Sudamericana 2021 frente a Guabirá, que Nacional perdería 1-2.
A mediados de 2022 se fue a préstamo al Alashkert FC de la Liga Premier de Armenia.

## Clubes

### Como jugador
| Club              | País    | Año         |
| ----------------- | ------- | ----------- |
| Nacional Potosí   | Bolivia | 2019 - 2022 |
| Alashkert FC      | Armenia | 2022        |
| Blooming          | Bolivia | 2023 - 2025 |
| Totora Real Oruro | Bolivia | 2025 -      |